# Liste der Biografien/Pei
Liste der Biografien |
Portal Biografien |
Personensuche
# |
A |
B |
C |
D |
E |
F |
G |
H |
I |
J |
K |
L |
M |
N |
O |
P |
Q |
R |
S |
T |
U |
V |
W |
X |
Y |
Z |
?
 
Pa |
Pc |
Pe |
Pf |
Ph |
Pi |
Pj |
Pk |
Pl |
Pm |
Pn |
Po |
Pr |
Ps |
Pt |
Pu |
Pv |
Pw |
Py
 
Pea |
Peb |
Pec |
Ped |
Pee |
Pef |
Peg |
Peh |
Pei |
Pej |
Pek |
Pel |
Pem |
Pen |
Peo |
Pep |
Peq |
Per |
Pes |
Pet |
Peu |
Pev |
Pew |
Pex |
Pey |
Pez
Die Liste der Biografien führt alle Personen auf, die in der deutschsprachigen Wikipedia einen Artikel haben. Dieses ist eine Teilliste mit 260 Einträgen von Personen, deren Namen mit den Buchstaben „Pei“ beginnt.

## Pei
- Pei Ronggui, Placidus (* 1933), chinesischer katholischer Bischof
- Pei, Carl (* 1989), chinesisch-schwedischer UnternehmerCarl Pei (* 1989)

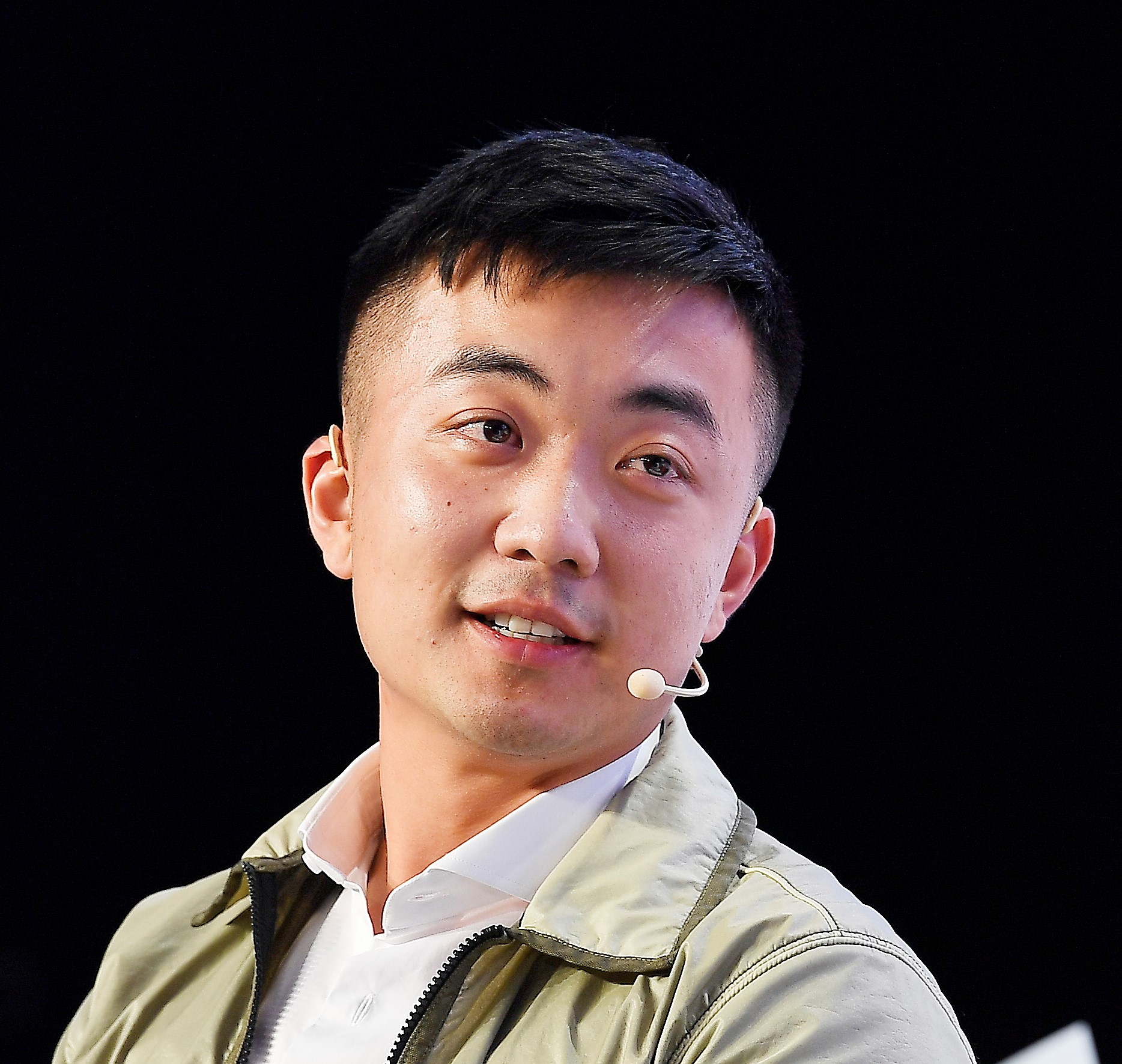
Carl Pei (* 1989)

- Pei, Gang (* 1953), chinesischer Biochemiker, Universitätspräsident und Regierungsberater
- Pei, Ieoh Ming (1917–2019), chinesisch-amerikanischer Architekt
- Pei, Mario (1901–1978), US-amerikanischer Romanist, Linguist und Autor italienischer Herkunft
- Pei, Songzhi (372–451), chinesischer Historiker
- Pei, Tianyi (* 1994), chinesischer Badmintonspieler
- Pei, Wenzhong (1904–1982), chinesischer Paläontologe, Archäologe und Anthropologe
- Pei, Yuanshao, chinesischer Offizier

### Peic
- Peichel, Catherine (* 1969), US-amerikanische Evolutionsbiologin
- Peichl, Adi (1945–2020), österreichischer Schauspieler und Regisseur
- Peichl, Andreas (* 1979), deutscher Ökonom und Hochschullehrer, Leiter des ifo Zentrums für Makroökonomik und Befragungen
- Peichl, Gustav (1928–2019), österreichischer Architekt und Karikaturist
- Peichl, Hermann (1887–1966), österreichischer Ordensgeistlicher, Theologe, Benediktiner, Abt des Schottenstiftes in Wien
- Peichl, Ina (* 1960), austroamerikanische Kostüm-, Bühnen- und Szenenbildnerin
- Peichl, Jochen (* 1950), deutscher Facharzt für Psychiatrie und Neurologie, Psychoanalytiker und Psychotherapeut
- Peichl, Markus (* 1958), deutscher Journalist, Produzent und Medien-Manager
- Peichl, Martin (* 1983), österreichischer Schriftsteller
- Peick, Jens (* 1981), deutscher Politiker (SPD), MdB
- Peicke, Christian August (1846–1939), deutscher Heimatforscher
- Peickhardt, Johann Franz († 1706), österreichischer Politiker

### Peid
- Peidl, Gyula (1873–1943), ungarischer Gewerkschaftsführer und sozialistischer Politiker
- Peidon, Franco (* 2000), argentinischer Mittelstreckenläufer

### Peie
- Peier, Killian (* 1995), Schweizer Skispringer
- Peierls, Rudolf (1907–1995), deutsch-britischer PhysikerRudolf Peierls (1907–1995)

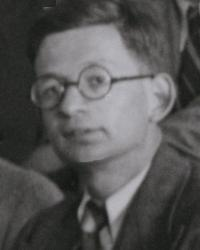
Rudolf Peierls (1907–1995)

### Peif
- Peifer, Benjamin (* 1986), deutscher Koch
- Peifer, David (1530–1602), deutscher Jurist, Hofrat, kursächsischer Kanzler unter Christian I. und Christian II., Publizist und Dichter
- Peifer, Karl Heinz (1937–2025), deutscher Jurist, Vizepräsident des Bundesarbeitsgerichts
- Peifer, Karl-Nikolaus (* 1962), deutscher Hochschullehrer und Rechtswissenschaftler
- Peifer, Nicolas (* 1990), französischer Rollstuhltennisspieler
- Peiffer Watenphul, Max (1896–1976), deutscher Maler
- Peiffer, Arnd (* 1987), deutscher BiathletArnd Peiffer (* 1987)

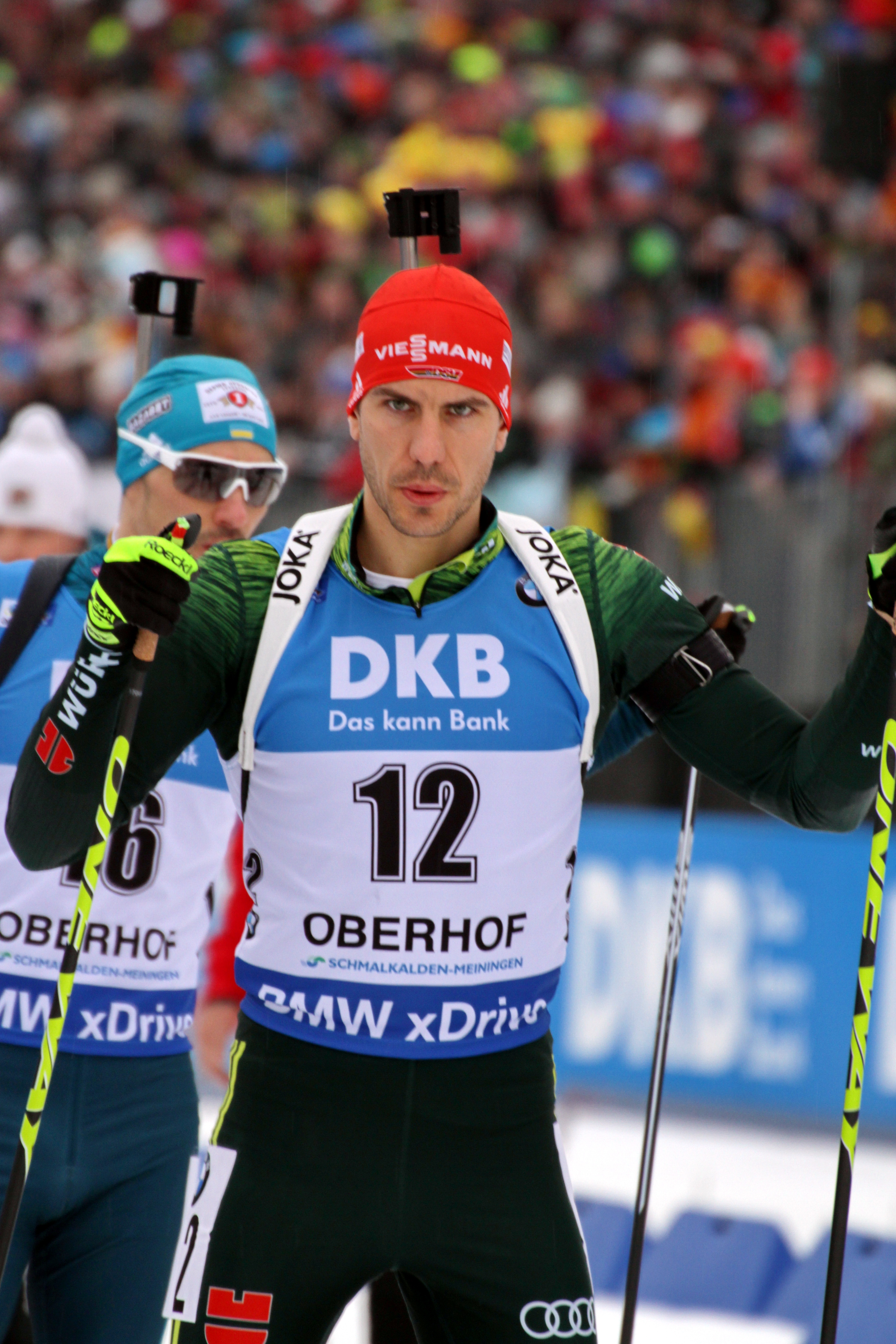
Arnd Peiffer (* 1987)

- Peiffer, Benita (* 2000), kanadische Biathletin
- Peiffer, Bernard (1922–1976), französischer Jazzmusiker
- Peiffer, Engelbert (1830–1896), deutscher Bildhauer und Medailleur
- Peiffer, Jeanne (* 1948), luxemburgische Mathematikhistorikerin
- Peiffer, Jürgen (1922–2006), deutscher Neurologe und Hirnforscher
- Peiffer, Jürgen (* 1963), deutscher Schlagzeuger, Bandleader und Komponist
- Peiffer, Lorenz (* 1947), deutscher Sporthistoriker
- Peiffer, Michaela (* 1979), deutsche Badmintonspielerin

### Peig
- Peignot, Charles (1897–1983), französischer Typograf und Schriftdesigner
- Peignot, Colette (1903–1938), französische Schriftstellerin
- Peignot, Georges (1872–1915), französischer Typograf, Schriftgiesser und Direktor von „G. Peignot et Fils“
- Peignot, Gustave (1839–1899), französischer Inhaber einer Schriftgießerei
- Peignot, Jérôme (1926–2025), französischer Typograf und Schriftsteller
- Peignot, Philippe, römisch-katholischer Geistlicher
- Peignot, Rémy (1924–1985), französischer Typograf

### Peij
- Peijnenburg, Gerard (1919–2000), niederländischer Verwaltungsbeamter
- Peijnenburg, Mees (* 1989), niederländischer Schauspieler
- Peijnenburg, Rinus (1928–1979), niederländischer Politiker (KVP, CDA), Minister

### Peik
- Peiker, Eberhard (* 1943), deutscher Schauspieler
- Peiker, Hermenegild, deutscher Maler und Restaurator
- Peikert, Denise (* 1986), deutsche Journalistin und Autorin
- Peikert, Ernst (1900–1947), deutscher Politiker (NSDAP), MdR
- Peikert, Martin (1901–1975), Schweizer Plakatkünstler, Grafiker
- Peikert, Monika (* 1952), deutsche Fünfkämpferin
- Peikert, Paul (1884–1949), deutscher Geistlicher, Priester des Erzbistums Breslau
- Peikert-Flaspöhler, Christa (1927–2016), deutsche Lyrikerin und Schriftstellerin
- Peikli, Hege (* 1957), norwegische Skilangläuferin
- Peiko, Nikolai Iwanowitsch (1916–1995), russischer Komponist
- Peikoff, Leonard (* 1933), kanadischer Philosoph
- Peikon, griechischer Töpfer
- Peikrischwili, Giorgi (* 1983), georgischer Fußballspieler

### Peil
- Peil, Alex (* 1992), deutscher Schauspieler
- Peil, Alexander (* 1989), deutscher Boxer
- Peil, Dietmar (1943–2022), deutscher Germanist
- Peil, Eckehart (* 1935), deutscher Politiker (SPD), MdL
- Peil, Florian (* 1979), deutscher Sänger und Songwriter
- Peil, Josef (* 1949), deutscher Pädagoge, Schriftsteller, Autor und Mundartdichter
- Peil, Mary Beth (* 1940), US-amerikanische Schauspielerin und Opernsängerin (Sopran)Mary Beth Peil (* 1940)

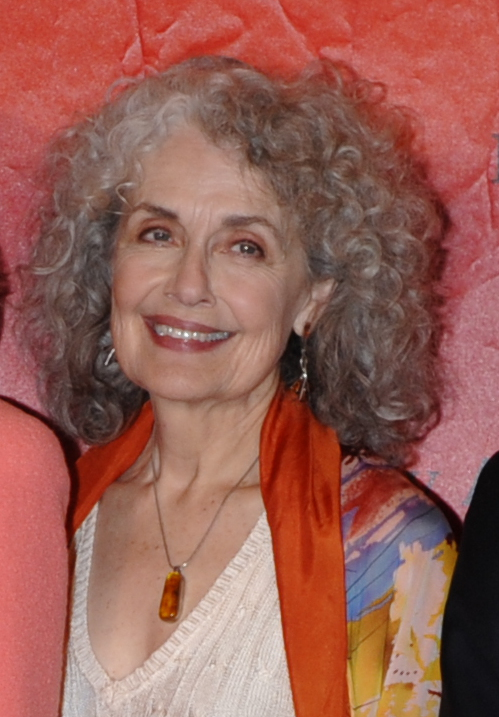
Mary Beth Peil (* 1940)

- Peil, Roland (* 1967), deutscher Schlagzeuger und Perkussionist
- Peil, Rolf (* 1948), deutscher Basketballtrainer
- Peil, Rudolf (1901–1983), deutscher römisch-katholischer Prälat, Katechetiker und Religionspädagoge
- Peile, Alfred James (1868–1948), britischer Conchologe
- Peiler, Alexander (* 1984), deutscher Schauspieler
- Peiler, Dennis (* 1979), deutscher Voltigierer und Voltigiertrainer
- Peilicke, Johann (1536–1618), deutscher Jurist, Professor an der Universität Leipzig und Bürgermeister von Leipzig
- Peill, Carola (1907–1992), deutsche Kunstsammlerin, Mäzenatin und Stifterin
- Peill, Günther (1908–1974), deutscher Glasfabrikant und Kunstsammler
- Peill, Leopold (1872–1941), deutscher Glasfabrikant
- Peill, Patricia (* 1962), deutsche Politikerin (CDU), MdL
- Peillard, Léonce (1898–1996), französischer Marineschriftsteller und Marinehistoriker
- Peillat, Gonzalo (* 1992), argentinischer HockeyspielerGonzalo Peillat (* 1992)

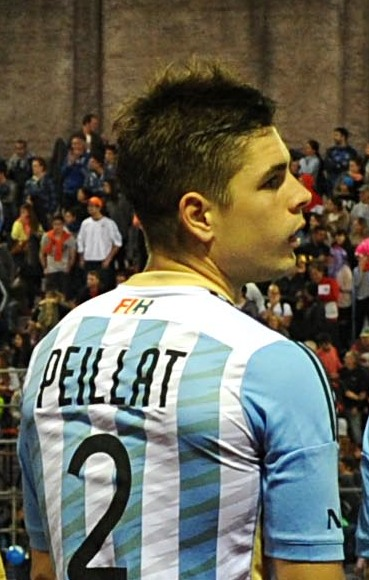
Gonzalo Peillat (* 1992)

- Peillen, Txomin (1932–2022), baskisch-französischer Autor, Biologe, Linguist, Abertzale und Akademiker
- Peillet, Emmanuel (1914–1973), französischer Literatur- und Philosophielehrer, Schriftsteller, Fotograf; Mitglied des Collège de 'Pataphysique und der Oulipo
- Peillon, Vincent (* 1960), französischer Politiker (PS), MdEP

### Peim
- Peimann, Annika (* 1974), deutsche Schauspielerin
- Peimbert, Manuel (* 1941), mexikanischer Physiker und Astronom

### Pein
- Pein, Anton (* 1967), österreichischer Dartspieler
- Pein, Bernhard (1891–1970), deutscher Pädagoge
- Pein, Ernst (1883–1962), deutscher Unternehmer, Leiter der größten deutschen Forstbaumschule Pein & Pein
- Pein, Friedrich (1915–1975), österreichischer Scharfschütze in der Wehrmacht während des Zweiten Weltkriegs
- Pein, Jodok, kaiserlich-königlicher Registrator
- Pein, Johann August (1843–1900), Lehrer an der Oberrealschule Bochum
- Pein, Karen (* 1973), deutsche Politikerin (SPD) und ehemalige StadtplanerinKaren Pein (* 1973)

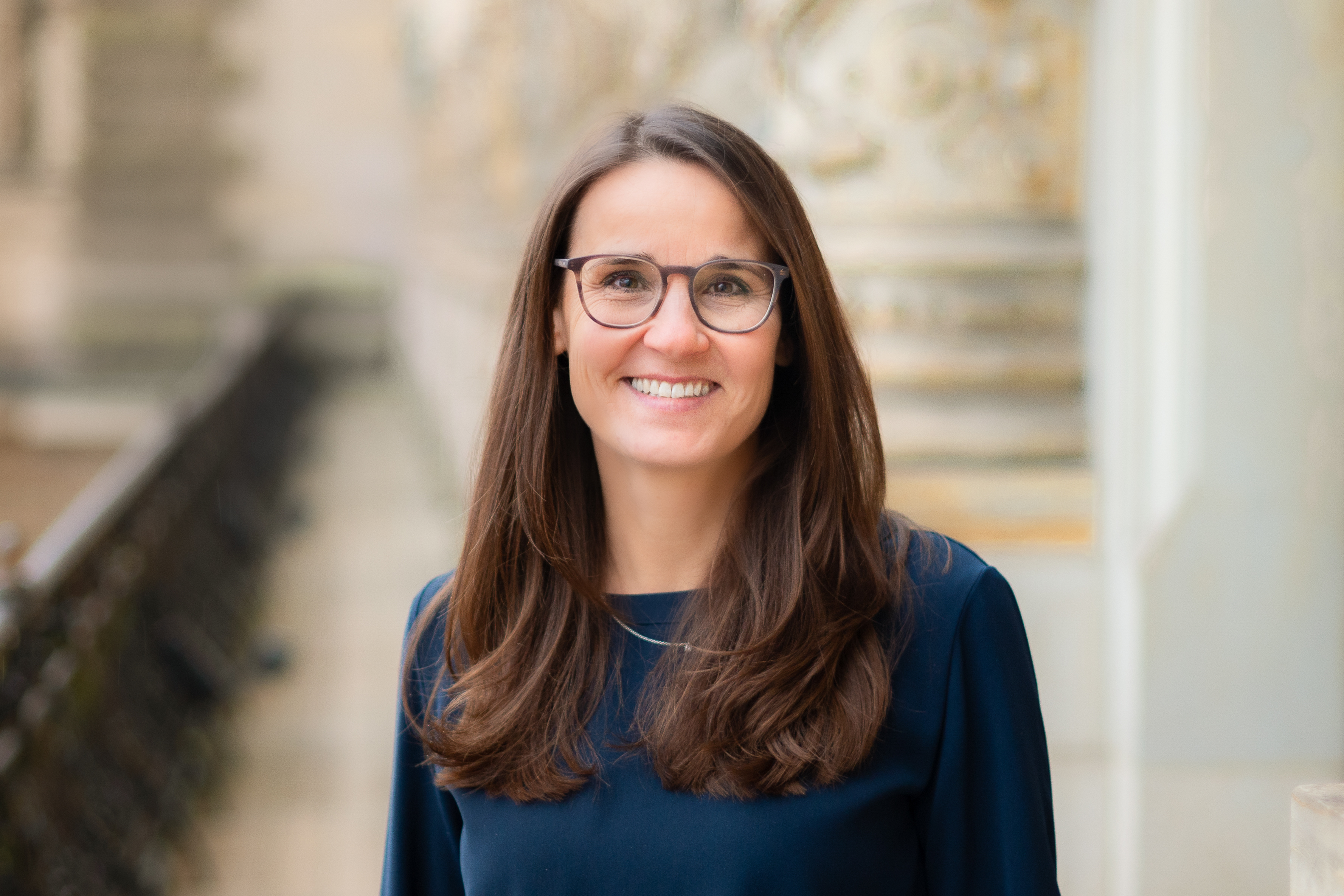
Karen Pein (* 1973)

- Pein, Marion (1948–2020), deutsche Politikerin (Die Grünen), MdHB
- Pein, Milan (* 1974), deutscher Politiker (SPD), MdHB
- Pein, Sigrid (* 1943), deutsche Schauspielerin und Hörspielsprecherin
- Pein, Tobias von (* 1985), deutscher Sozialökonom und Politiker (SPD), MdL
- Peinado, Danilo (* 1985), uruguayischer Fußballspieler
- Peinado, Lucrecia (* 1961), guatemaltekische Ärztin
- Peinado, Robeilys (* 1997), venezolanische Stabhochspringerin
- Peine, Franz-Joseph (1946–2021), deutscher Rechtswissenschaftler
- Peine, Friedrich (1871–1952), deutscher Politiker (SPD), MdBB, MdR
- Peine, Helmut (1902–1970), deutscher Schauspieler
- Peine, Hermine (1881–1973), deutsche Politikerin (SPD)
- Peinecke, Niklas (* 1975), deutscher Schriftsteller
- Peinemann, Edith (1937–2023), deutsche Violinistin und Musikpädagogin
- Peinemann, Gustav (1909–1982), deutscher Leichtathlet
- Peiner, Werner (1897–1984), deutscher Maler
- Peiner, Wolfgang (* 1943), deutscher Politiker (CDU), MdHB
- Peinhart, Jonas (* 2009), österreichischer Fußballspieler
- Peiniger, Hans-Werner (* 1957), deutscher UFO-Forscher, Vorsitzender der Gesellschaft zur Erforschung des UFO-Phänomens e.V.
- Peinke, Thomas (* 1956), deutscher Agraringenieur und Kaufmann, DBD-Funktionär, MdV
- Peinkofer, Karl (* 1916), deutscher klassischer Schlagzeuger, Paukist und Musikpädagoge
- Peinkofer, Max (1891–1963), bayerischer Schriftsteller
- Peinkofer, Michael (* 1969), deutscher Autor, Filmjournalist und ÜbersetzerMichael Peinkofer (* 1969)

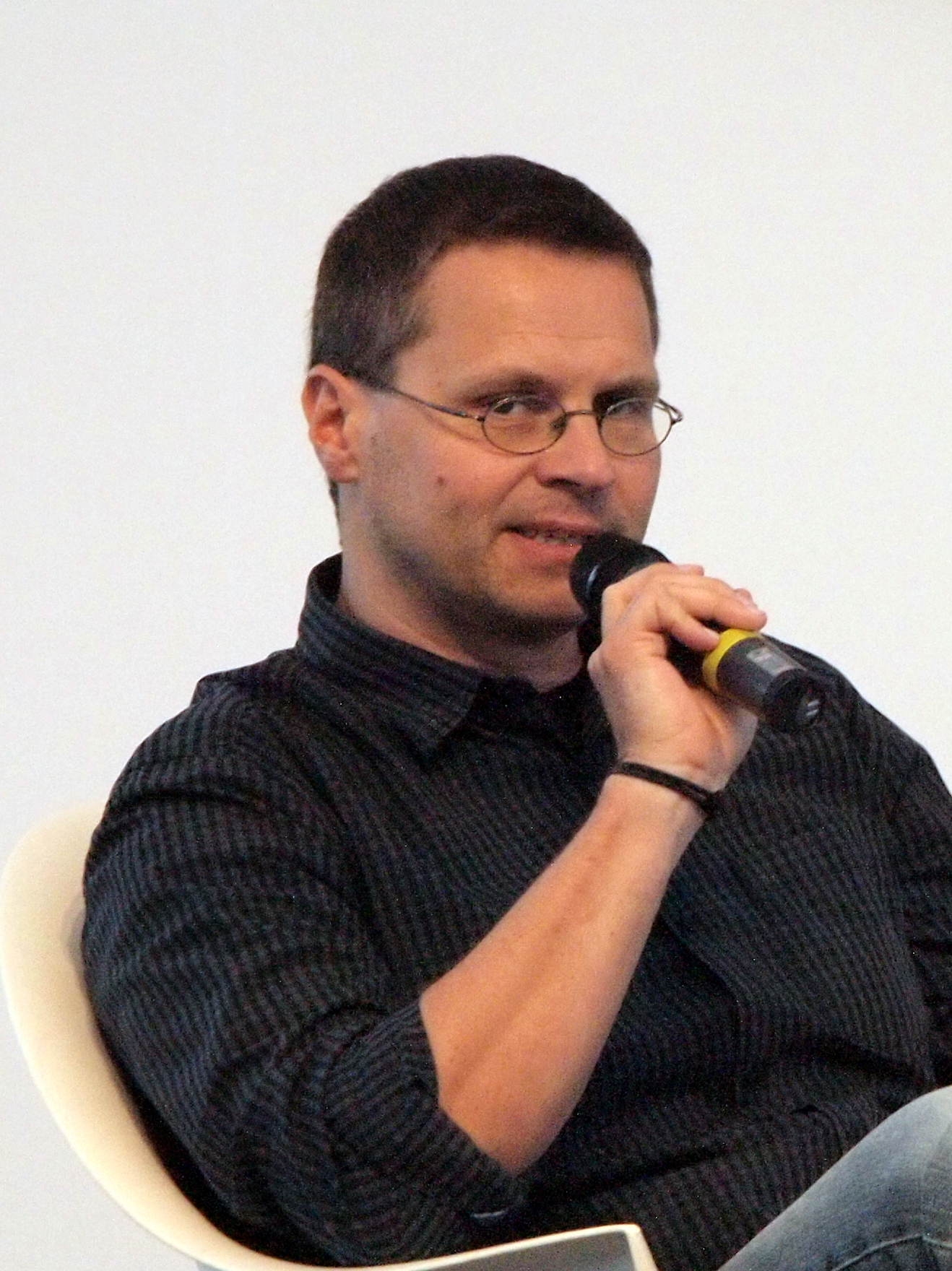
Michael Peinkofer (* 1969)

- Peinlich, Richard (1819–1882), österreichischer Benediktiner und Historiker
- Peinsteiner, Johannes (* 1961), österreichischer Politiker (ÖVP) und Landtagsabgeordneter, Mitglied des Bundesrates
- Peintinger, Christian (* 1967), österreichischer Fußballspieler und Trainer
- Peintinger, Karl (1811–1869), österreichischer Verwalter und Politiker
- Peintner, Christian junior (1652–1733), Tiroler Gastwirt, Gerichtsanwalt und Zollaufseher
- Peintner, Christian senior († 1686), Tiroler Gastwirt und Gerichtsanwalt
- Peintner, Elmar (* 1954), österreichischer Zeichner und Maler
- Peintner, Josef (1901–1979), österreichischer Politiker (ÖVP), Landtagsabgeordneter zum Vorarlberger Landtag
- Peintner, Markus (* 1980), österreichischer Eishockeyspieler
- Peintner, Max (* 1937), österreichischer Maler

### Peip
- Peiper, Albrecht (1889–1968), deutscher Kinderarzt
- Peiper, Allan (* 1960), australischer Radrennfahrer und Sportlicher Leiter
- Peiper, Carl Rudolf Samuel (1798–1879), deutscher evangelischer Geistlicher, Philologe und Orientalist
- Peiper, Erich (1856–1938), deutscher Kinderarzt
- Peiper, Hans-Jürgen (1925–2025), deutscher Chirurg und Hochschullehrer
- Peiper, Herbert (1890–1952), deutscher Chirurg und Hochschullehrer
- Peiper, Joachim (1915–1976), deutscher Kriegsverbrecher, Obersturmbannführer der Waffen-SSJoachim Peiper (1915–1976)

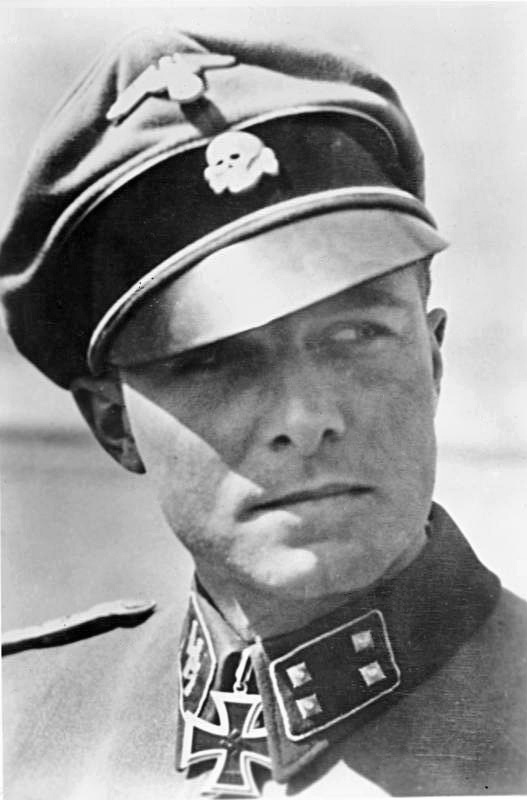
Joachim Peiper (1915–1976)

- Peiper, Matthias (* 1964), deutscher Chirurg und Hochschullehrer
- Peiper, Rudolf (1834–1898), deutscher Klassischer und Mittellateinischer Philologe und Gymnasiallehrer
- Peiper, Tadeusz (1891–1969), polnischer Dichter, Kunstkritiker und Literaturtheoretiker
- Peiper, Ulrich (1933–2023), deutscher Mediziner und Hochschullehrer
- Peipers, David (1838–1912), deutscher Philosoph und klassischer Philologe
- Peipers, Eugen (1805–1885), deutscher Landschafts- und Vedutenmaler, Zeichenlehrer sowie Architekt
- Peiponen, Roni (* 1997), finnischer Fußballspieler
- Peips, Triin (* 1982), estnische Biathletin und Skilangläuferin

### Peir
- Peirani, Vincent (* 1980), französischer Jazzmusiker und Komponist
- Peirano, Alejandro (* 1993), chilenischer Mittelstreckenläufer
- Peirats Valls, José (1908–1989), spanischer Anarchist, Kämpfer im spanischen Bürgerkrieg, Aktivist, Journalist und Historiker
- Peirce, Benjamin (1809–1880), US-amerikanischer Mathematiker und Astronom
- Peirce, Benjamin Osgood (1854–1914), US-amerikanischer Mathematiker und Physiker
- Peirce, Charles Sanders (1839–1914), amerikanischer Mathematiker, Philosoph und LogikerCharles Sanders Peirce (1839–1914)

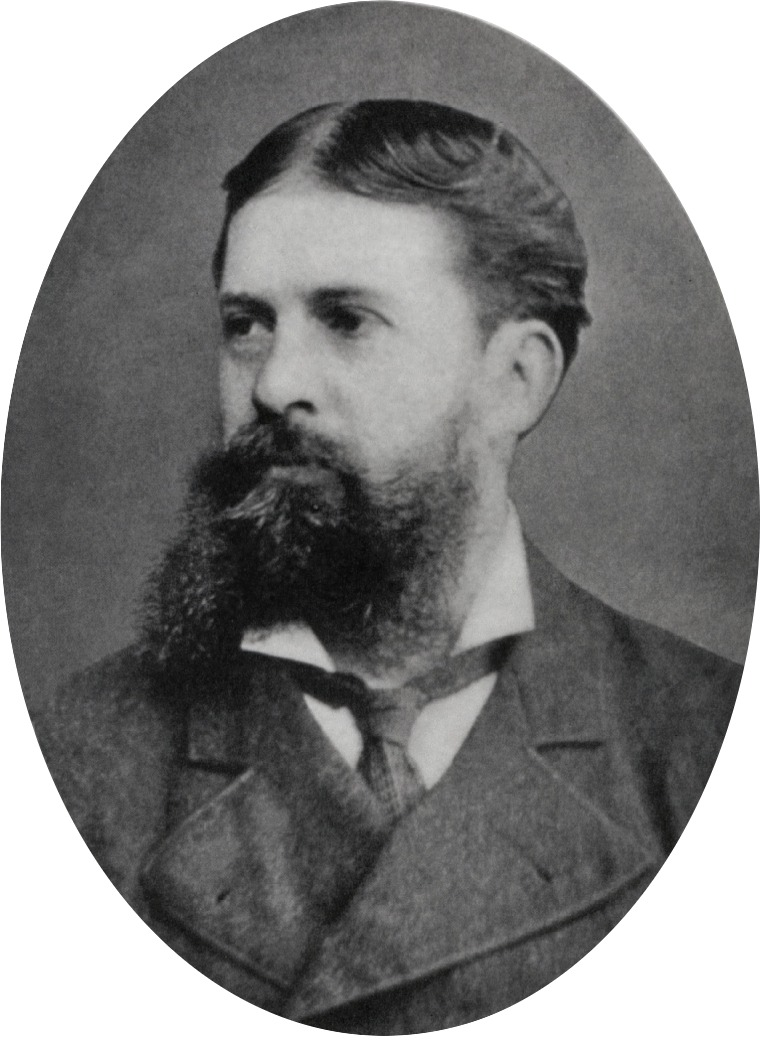
Charles Sanders Peirce (1839–1914)

- Peirce, Dana (* 1979), US-amerikanische Ruderin
- Peirce, Ernest (1909–1998), südafrikanischer Boxer
- Peirce, Gareth (* 1940), britische Rechtsanwältin
- Peirce, Joseph (1748–1812), US-amerikanischer Politiker
- Peirce, Kimberly (* 1967), US-amerikanische Regisseurin und Drehbuchautorin
- Peirce, Leona May (1863–1954), US-amerikanische Mathematikerin
- Peirce, Robert B. F. (1843–1898), US-amerikanischer Politiker
- Peire Cardenal, französischer Troubadour
- Peire de Corbian, französischer Trobador
- Peiresc, Nicolas-Claude Fabri de (1580–1637), französischer Gelehrter, Sammler, Antiquar und Mäzen
- Peiris, Anthony Leopold Raymond (1932–2017), sri-lankischer Geistlicher, römisch-katholischer Bischof von Kurunegala
- Peiris, Hiranya (* 1974), britische Kosmologin
- Peiris, Madushka (* 1987), sri-lankischer Fußballspieler
- Peiris, Vincent (1941–2024), sri-lankischer Geistlicher und römisch-katholischer Weihbischof in Colombo
- Peiró, Amparo, spanische Politikerin (Partido Pirata)
- Peiró, Joaquín (1936–2020), spanischer Fußballspieler und -trainer
- Peiró, Juan (1887–1942), spanischer Glaser, Ökonom, Anarchist und Syndikalist
- Peiroleri, Augusto (1831–1912), italienischer Diplomat und Politiker, Senator, Gesandter in der Schweiz
- Peirone, Julia (* 1973), schwedische Fotografin
- Peirotes, Jacques (1869–1935), deutscher Redakteur, Bürgermeister und Politiker (SPD), MdR
- Peirse, Richard (1892–1970), britischer Luftwaffenoffizier
- Peirse, Richard (1931–2014), britischer Vice Air Marshal der Royal Air Force
- Peirse, Sarah, neuseeländische Schauspielerin
- Peirsol, Aaron (* 1983), US-amerikanischer Schwimmer, fünffacher Olympiasieger und WeltrekordhalterAaron Peirsol (* 1983)

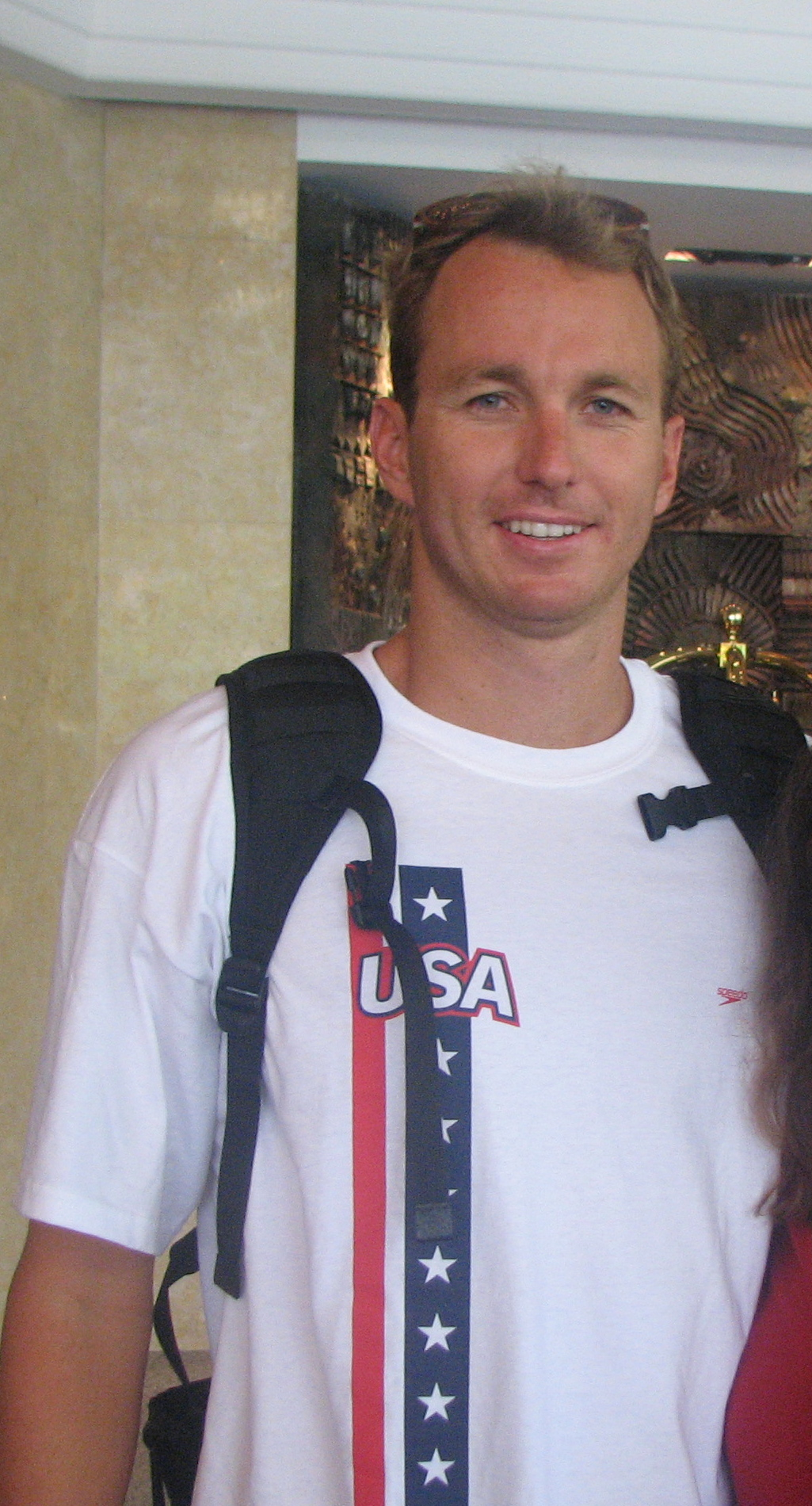
Aaron Peirsol (* 1983)

- Peirson, Abel Lawrence (1794–1853), US-amerikanischer Chirurg
- Peirson, Johnny (1925–2021), kanadischer Eishockeyspieler
- Peiry, Lucienne (* 1961), Schweizer Kulturhistorikerin
- Peiry, Michel (* 1959), Schweizer Serienmörder

### Peis
- Peis, Günter (1927–2012), österreichischer Journalist und Historiker
- Peisa, Leena (* 1979), finnische Keyboarderin und Rocksängerin
- Peisandros, antiker griechischer Dichter
- Peisandros († 394 v. Chr.), spartanischer Admiral
- Peisandros, antiker griechischer Dichter
- Peisandros, athenischer Politiker
- Peisch, Sándor (* 1949), ungarischer Ökonom, Übersetzer und Botschafter
- Peischel, Wolfgang (* 1956), österreichischer Politologe, Militärwissenschaftler und Offizier, Brigadier des Österreichischen Bundesheeres, Chefredakteur
- Peischl, Elke (* 1957), deutsche Rock-'n'-Roll-Tänzerin
- Peischl, Heinz (* 1963), österreichischer Fußballspieler und -trainer
- Peiser, Alfred (1876–1934), deutscher Arzt
- Peiser, Arthur (1885–1941), deutscher Schauspieler bei Bühne und Film
- Peiser, Benny (* 1957), englischer Kulturwissenschaftler
- Peiser, Bona (1864–1929), deutsche Volksbibliothekarin
- Peiser, Felix Ernst (1862–1921), deutscher Altorientalist
- Peiser, Romuald (* 1979), französischer Fußballtorhüter
- Peiser, Werner (1895–1991), deutscher Diplomat und Hochschullehrer
- Peisert, Friedel (1932–2011), deutsche Künstlerin
- Peisert, Hansgert (1928–2011), deutscher Soziologe, Bildungsforscher und Hochschullehrer
- Peisert, Jörg, deutscher Pokerspieler
- Peisias, griechischer Bildhauer
- Peisistratos, antiker griechischer Politiker; Tyrann von AthenPeisistratos

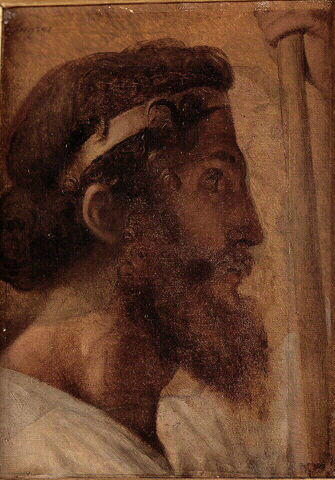
Peisistratos

- Peisker, Carl Heinz (1930–1980), deutscher evangelischer Theologe und Pastor
- Peisker, Denis (* 1977), deutscher Politiker (Bündnis 90/Die Grünen)
- Peisker, Horst (1939–2012), deutscher Autor
- Peisker, Johann (1631–1711), deutscher Lehrer und Dichter
- Peisker, Johann (1851–1933), österreichischer Sozial- und Wirtschaftshistoriker
- Peisker, Karina (* 2000), deutsche Rhönradturnerin
- Peisl, Otto (1916–1997), deutscher Volksmusiker, Volksmusikpfleger und Volksliedsammler
- Peissel, Michel (1937–2011), französischer Ethnologe
- Peisser, Hans, deutscher Bildschnitzer und Architekt der Renaissance
- Peißker, Hans († 1536), Täufer in Thüringen
- Peissner, Karl (1890–1952), deutscher Musikdirektor und Komponist
- Peisson, Édouard (1896–1963), französischer Schriftsteller
- Peistel, Carl Heinrich von (1704–1782), deutscher Hymnograph und Pietist
- Peistel, Carl von (1862–1930), deutscher Verwaltungsjurist in Preußen

### Peit
- Peiter, Hugo (1892–1978), deutscher NSDAP-Gauamtsleiter, Bürgermeister der Stadt Herne
- Peiter, Willi (1917–1989), deutscher Politiker (SPD), MdB, MdL
- Peitgen, Heinz-Otto (* 1945), deutscher MathematikerHeinz-Otto Peitgen (* 1945)

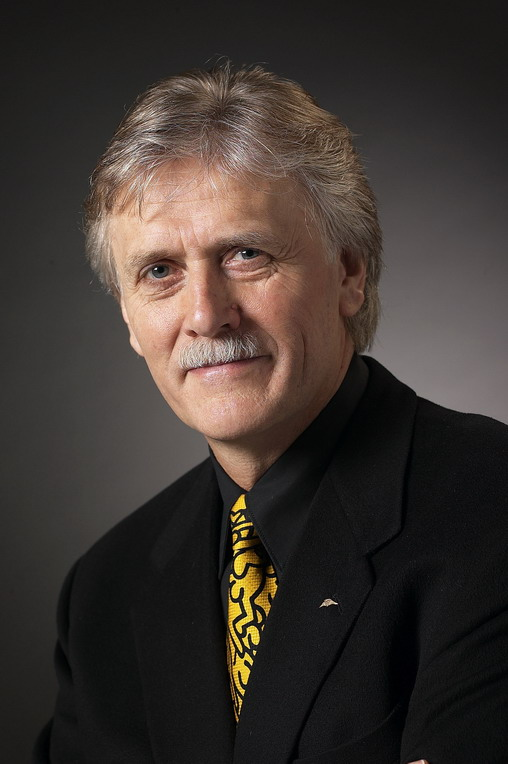
Heinz-Otto Peitgen (* 1945)

- Peitgen, Walter (1915–1990), deutscher Lokalpolitiker
- Peithagoras, makedonischer Wahrsager und Zeichendeuter
- Peithias († 427 v. Chr.), antiker griechischer Politiker (Kerkyra)
- Peithinos, antiker attischer griechischer Vasenmaler des rotfigurigen Stils
- Peithmann, Ortwin (* 1946), deutscher Ingenieur für Raumplanung
- Peithner von Lichtenfels, Eduard (1833–1913), österreichischer Maler
- Peithner von Lichtenfels, Johann Thaddäus Anton (1727–1792), böhmischer Montanwissenschaftler
- Peithner von Lichtenfels, Joseph Wenzel (1725–1807), böhmischer Gubernialbergrat und Bergwerksinspektor
- Peithner von Lichtenfels, Thaddäus (1798–1877), österreichischer Jurist und Politiker
- Peithner, Oswald (* 1932), deutscher Architekt und Hochschullehrer
- Peithon († 316 v. Chr.), Satrap von Medien
- Peithon, Sohn des Agenor († 312 v. Chr.), makedonischer Offizier
- Peitler, Franz (1808–1877), österreichischer Jurist und Politiker, Landtagsabgeordneter
- Peitler, Johann (1838–1917), österreichischer Politiker
- Peitre, Meelis (* 1990), estnischer Fußballspieler
- Peitrequin, Jean (1902–1969), Schweizer Politiker (FDP)
- Peitsch, Dieter (* 1964), deutscher Ingenieur
- Peitsch, Heike Renate (* 1963), deutsche Diplomatin
- Peitsch, Hellmut (1906–1950), deutscher Politiker (NSDAP), MdRHellmut Peitsch (1906–1950)

Hellmut Peitsch (1906–1950)

- Peitsch, Helmut (* 1948), deutscher Germanist und Literaturwissenschaftler
- Peitsch, Hugo (1878–1951), deutscher Kunstturner
- Peitsch, Monika (* 1936), deutsche Schauspielerin und Synchronsprecherin
- Peitsch, Roland (* 1949), deutscher Fußballspieler
- Peitsch, Werner (* 1945), deutscher Chirurg für Allgemein-, Viszeral- und Unfallchirurgie
- Peitz, Alois (* 1932), deutscher Architekt und Hochschullehrer
- Peitz, Christian (* 1974), deutscher Autor und Hörspiel-Produzent
- Peitz, Dominic (* 1984), deutscher Fußballspieler
- Peitz, Stephan (* 1966), deutscher Kampfkunstmeister
- Peitz, Wilhelm M. (1876–1954), deutscher Diplomatiker
- Peitzmeier, Joseph (1897–1978), deutscher römisch-katholischer Priester, Psychologe, Lehrer und Ornithologe
- Peitzmeier, Klaus-Achim (* 1964), deutscher Journalist, Buchautor und Motorsportler
- Peitzner, Georg Ludwig (1793–1872), deutscher Finanzbeamter und Freimaurer

### Peiu
- Peiu, Toma (* 1987), rumänischer Drehbuchautor und Experte für Öffentlichkeitsarbeit

### Peix
- Peix, Karl (1899–1941), deutscher Politiker (KPD) und KZ-HäftlingKarl Peix (1899–1941)

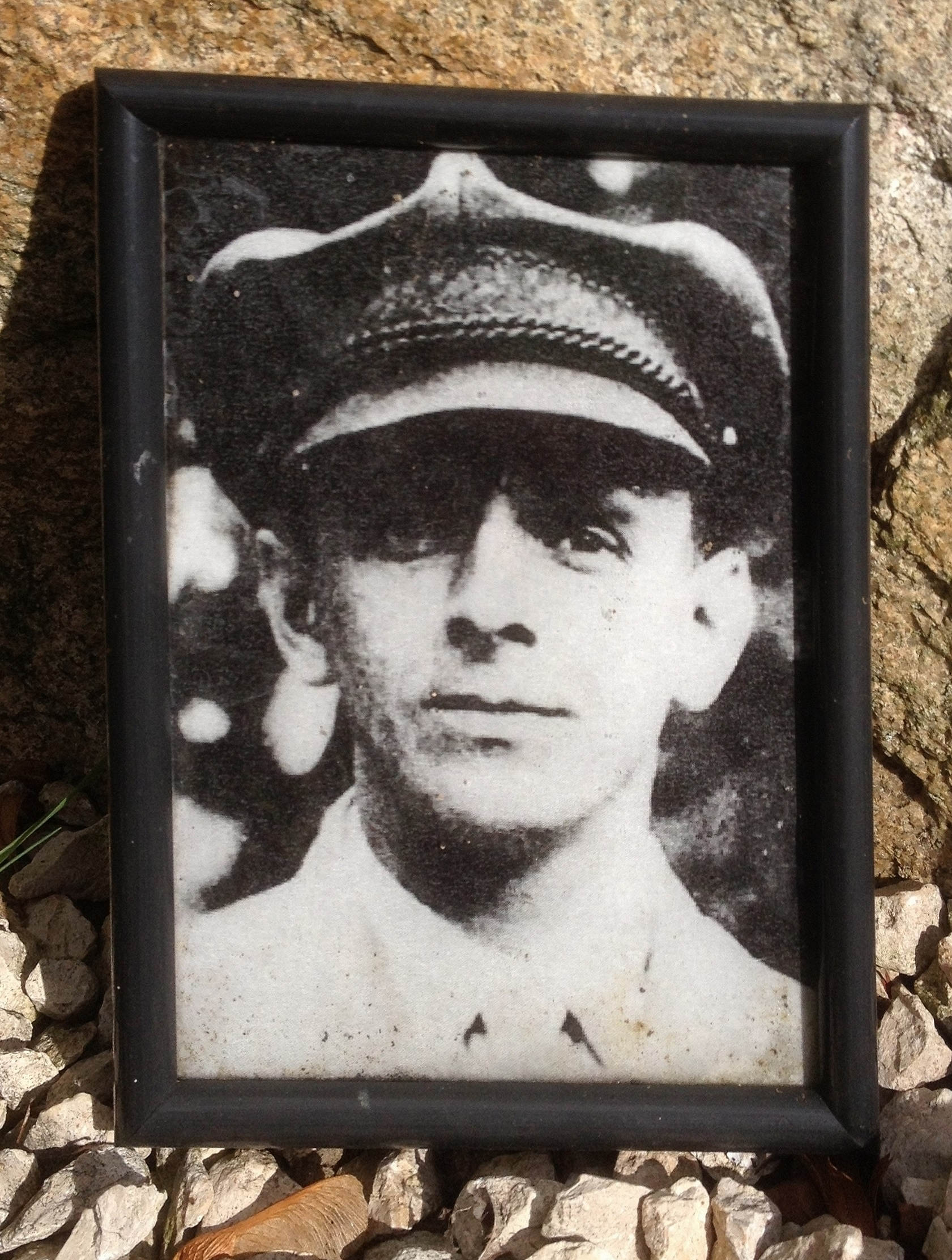
Karl Peix (1899–1941)

- Peixoto Alves, João (* 1941), portugiesischer Radrennfahrer
- Peixoto, Afrânio (1876–1947), brasilianischer Arzt und Schriftsteller
- Peixoto, César (* 1980), portugiesischer Fußballspieler
- Peixoto, Floriano (1839–1895), brasilianischer Politiker und Militär
- Peixoto, José Luís (* 1974), portugiesischer Schriftsteller
- Peixoto, Marília Chaves (1921–1961), brasilianische Mathematikerin, Ingenieurin und Hochschullehrerin
- Peixoto, Mauricio (1921–2019), brasilianischer Mathematiker
- Peixoto, Oswaldo L. (* 1947), brasilianischer Herpetologe und Hochschullehrer
- Peixoto, Raquel (* 1976), brasilianische Meeresmikrobiologin und Hochschullehrerin
- Peixotto, Ernest (1869–1940), US-amerikanischer Maler, Illustrator und Kriegsmaler

### Peiz
- Peizerat, Gwendal (* 1972), französischer Eiskunstläufer